# Обориште (Варненська область)
Обо́риште (болг. Оборище) — село у Варненській області Болгарії. Входить до складу общини Вилчий Дол.

## Населення
За даними перепису населення 2011 року у селі проживали 284 особи.
Національний склад населення села:
| Національність   | Кількість осіб | Відсоток |
| ---------------- | -------------- | -------- |
| турки            | 147            | 54,2%    |
| болгари          | 113            | 41,7%    |
| цигани           | 7              | 2,6%     |
| інша             | 4              | 1,5%     |
| не визначились   | 0              | 0%       |
| Всього відповіли | 271            |          |

Розподіл населення за віком у 2011 році:
Динаміка населення: